# Le convenienze ed inconvenienze teatrali

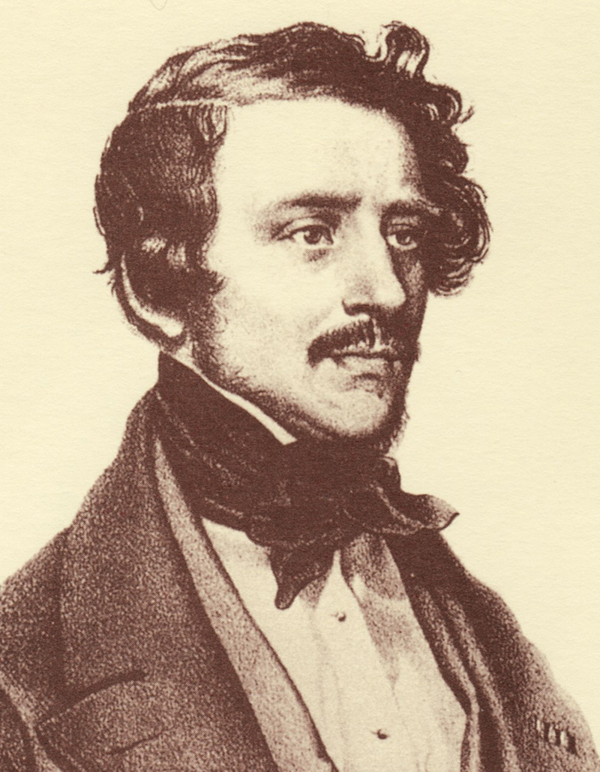
Gaetano Donizetti.

Le convenienze ed inconvenienze teatrali (Passande och opassande på teatern) är en italiensk opera i två akter (ursprungligen en akt) med musik av Gaetano Donizetti. Librettos skrevs av Donizetti efter pjäserna Le convenienze teatrali (1794) och Le inconvenienze teatrali (1800) av Antonio Simeone Sografi. Operan går även under namnet Viva la mamma.

## Historia
Operan var ursprungligen en farsa i en akt byggd på Le convenienze teatrali; den versionen hade premiär på Teatro Nuovo i Neapel den 21 november 1827. Donizetti reviderade operan och lade till recitativ och material från Le inconvenienze teatrali; denna slutliga version hade premiär på Teatro alla Cannobiana i Milano den 20 april 1831.
Sedan operan återupptäcktes 1963 har den varit Donizettis mest spelade opera efter Anna Bolena. Operan hade premiär den 21 november 1827 på Teatro Nuovo i Neapel under titeln Le convenienze teatrali. Senare reviderade Donizetti operan genom att lägga till recitativ och material från pjäsen Le inconvenienze teatrali. Denna tvåaktsversion hade premiär den 20 april 1831 på Teatro Lirico i Milano. 
På Södra Teatern sattes operan upp som Viva la mama med premiär den 18 juni 1984 i regi av Arne Tyrén. I de ledande rollerna framträdde Margareta Hallin, Loa Falkman och Rolf Björling.
På Göteborgsoperan heter operan Viva la mamma och här spelas åtta föreställningar under tiden 7 maj till 10 juni 2022. Texten är nyskriven på svenska av Claes Eriksson, som även svarar för regin. Prima donna-rollen som Gunilla Coriander har Kerstin Avemo. Övriga ledande roller har Mattias Ermedahl och Åke Zetterström.

## Personer
| Roller                                                                                | Röstläge | Premiärbesättning, slutlig revidering 20 april 1827 (Dirigent: - ) |
| ------------------------------------------------------------------------------------- | -------- | ------------------------------------------------------------------ |
| Daria Garbinati, prima donna                                                          | sopran   | Fanny Corri-Paltoni                                                |
| Procolo, hennes make                                                                  | bas      | Cesare Badiali                                                     |
| Biscroma Strappaviscere, dirigent                                                     | baryton  |                                                                    |
| Donna Agata Scannagalli, Luigias moder, en neapolitanska (bokstavligen, tuppslaktare) | baryton  | Gennaro Luzio                                                      |
| Luigia Castragatti, seconda donna, (bokstavligen, kattkastrerare)                     | sopran   |                                                                    |
| Guglielmo Antolstoinoff, primo tenore, tysk                                           | tenor    | Giuseppe Giordano                                                  |
| Cesare Salsapariglia, missbrukare och poet                                            | baryton  | Vincenzo Galli                                                     |
| Impresario                                                                            | bas      |                                                                    |
| Operachefen                                                                           | bas      |                                                                    |
| Soldater, tjänare, arbetare                                                           |          |                                                                    |

## Om operan

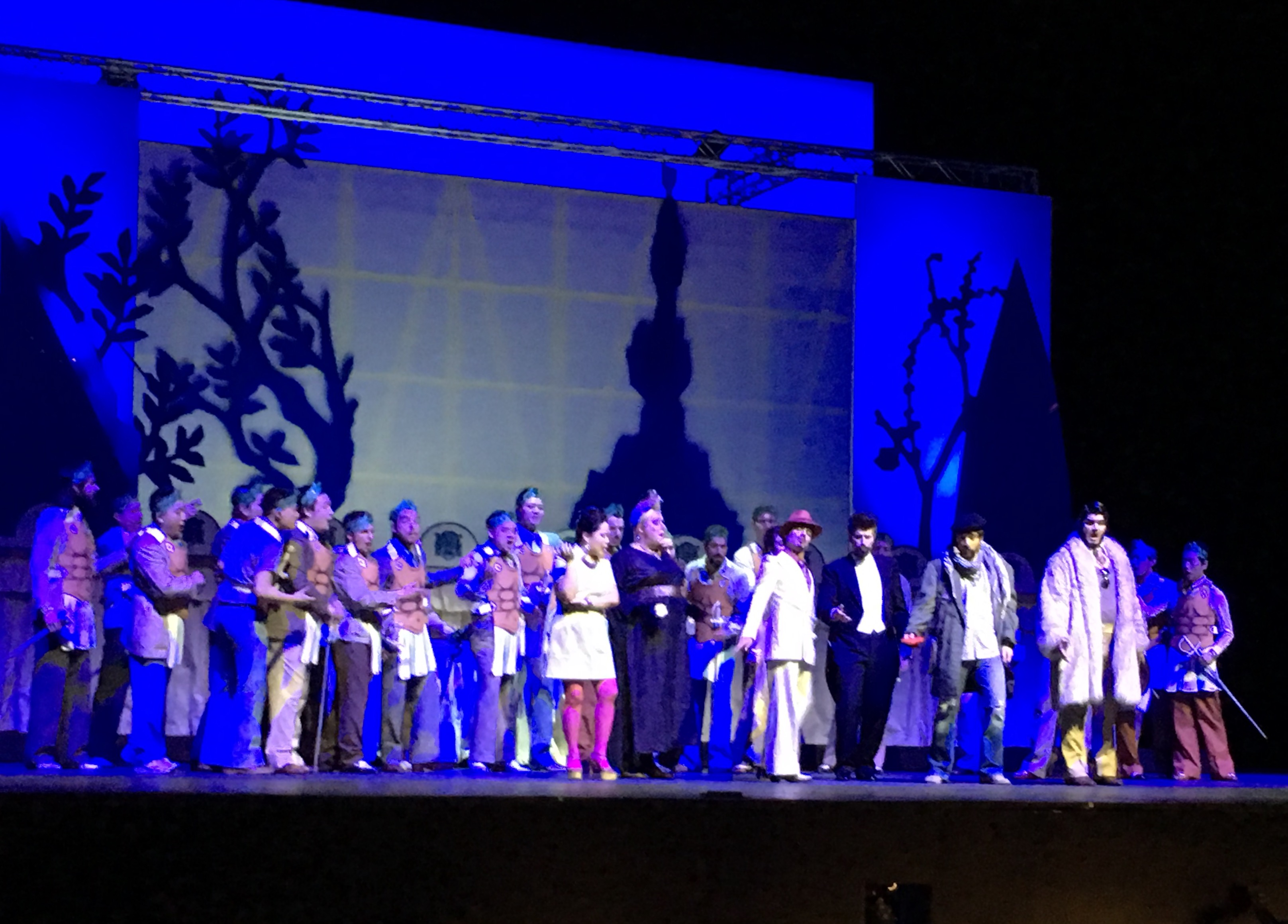
Föreställning av Le convenienze ed inconvenienze teatrali på Teatro dell'Opera i Florens 2017.

Operan driver med ett italienskt resande operasällskap, som ska repetera en opera seria. Verkets egenhet är att seconda donnas mamma sjungs av en baryton in travesti – alltså av en sångare av det motsatta könet. Idén till detta fick Donizetti då barytonen Antonio Tamburini sjöng den indisponibla primadonnans roll i en föreställning av Saverio Mercadantes opera Elisa e Claudio i Palermo 1825. De övriga karaktärerna består av den härjade impressarion, den plågade operachefen, den nyckfulla prima donnan, hennes snorkige fader och den formidabla donna Agata (Mamm' Agata). 
Operans mer lyckade nummer är duetten mellan prima donnan och Mamm' Agata, den senares "audition" (ett lustmord på Videvisan i Rossinis Otello), och delar av den riktiga repetitionen. Tvåaktsversionen stramade upp operan, genom att Donizetti ersatte de svagare partierna med mer verkningsfulla och lade till en ny person i den tyske tenoren, som bara kan några få ord på italienska.